# Governo Carlo Troya
Il governo Carlo Troya è stato il dodicesimo governo del Regno delle Due Sicilie.

## Composizione
- Giovanni Avossa, avvocato: Ministro Segretario di Stato degli Affari Interni
  - Giovanni Vignali: Ministro Segretario di Stato degli Affari Interni
    - Raffaele Conforti, avvocato: Ministro Segretario di Stato degli Affari Interni
- Luigi Dragonetti, marchese: Ministro Segretario di Stato degli Affari Esteri
- Giovanni Vignali: Ministro Segretario di Stato di Grazia e Giustizia
- Pietro Ferretti, conte: Ministro Segretario di Stato delle Finanze 
  - (10 maggio) Giovanni Manna
- Raffaele del Giudice, brigadiere: Ministro Segretario di Stato della Guerra
- Raffaele del Giudice, brigadiere: Ministro Segretario di Stato della Marina
- Vincenzo degli Uberti, colonnello: Ministro Segretario di Stato dei Lavori Pubblici
- Antonio Scialoja: Ministro Segretario di Stato dell'Agricoltura e del Commercio
- Paolo Emilio Imbriani: Ministro Segretario di Stato della Istruzione Pubblica
- Francesco Paolo Ruggiero, avvocato: Ministro Segretario di Stato degli Affari Ecclesiastici[1]